# Gino Colombini
Gino Colombini (Milano, 30 marzo 1915 – Milano, 30 gennaio 2011) è stato un architetto e designer italiano.

## Biografia
Gino Colombini lavora dal 1933 al 1952 presso lo studio di architettura di Franco Albini.
Dal 1949 inizia a collaborare con Giulio Castelli, fondatore dell'azienda di materie plastiche Kartell, come direttore tecnico. Il suo design trasforma tradizionali oggetti di uso quotidiano in prodotti colorati e con un prezzo più accessibile grazie all'utilizzo innovativo delle materie plastiche. Mantiene la carica di direttore tecnico presso l'azienda Kartell fino al 1960.
I suoi prodotti più famosi sono un battitappeto (1957), uno spremiagrumi (1958), un cestino da merenda per bambini (1958) e vari oggetti per la pulizia della casa (1956-57). Con alcuni di questi prodotti realizzati per Kartell ha ricevuto il premio Compasso d'oro nel 1955, 1957, 1958, 1959 e 1960.